# Balduin al V-lea de Hainaut
Balduin al V-lea de Hainaut (n. 1150 – 17 decembrie 1195) a fost conte de Hainaut de la 1171 până la moarte, conte de  Flandra ca Balduin al VIII-lea din 1191 și margraf de Namur ca Balduin I din 1189.

## Familia
Balduin a fost fiul contelui Balduin al IV-lea de Hainaut. Guvernarea Flandrei a fost obținută ca urmare a căsătoriei cu contesa Margareta I de Flandra, care a avut loc în 1169, iar achiziționarea provinciei Naumur s-a realizat din partea mamei sale Alice de Namur.

## Urmașii
Din căsătoria cu Margareta au rezultat următorii copii:
- Elisabeta de Hainaut (1170 – 1190), căsătorită cu regele Filip al II-lea al Franței
- Baldwin VI of Hainaut (1171–1205), conte de Flandra și împărat al Imperiului Latin de Constantinopol
- Yolanda de Flandra (1175–1219), căsătorită cu Petru al II-lea de Courtenay, împărat al Imperiului Latin de Constantinopol, și regentă a aceluiași imperiu
- Filip I de Namur (1175–1212), marchiz de Namur
- Henric I de Hainaut (1176–1216), împărat al Imperiului Latin de Constantinopol
- Sybilla de Hainaut (1179 – 1217), căsătorită în jur de 1197 cu Guichard al IV-lea, senior de Beaujeu (d. 1216)
- Eustațiu de Hainaut (d. 1219), regent în Regatul de Salonic
- Godefroy de Hainaut

1. ↑  The Peerage
2. ↑  Genealogics